# Neuville-sur-Margival
Pour les articles homonymes, voir Neuville.
Neuville-sur-Margival est une commune française située dans le département de l'Aisne, en région Hauts-de-France.

## Géographie

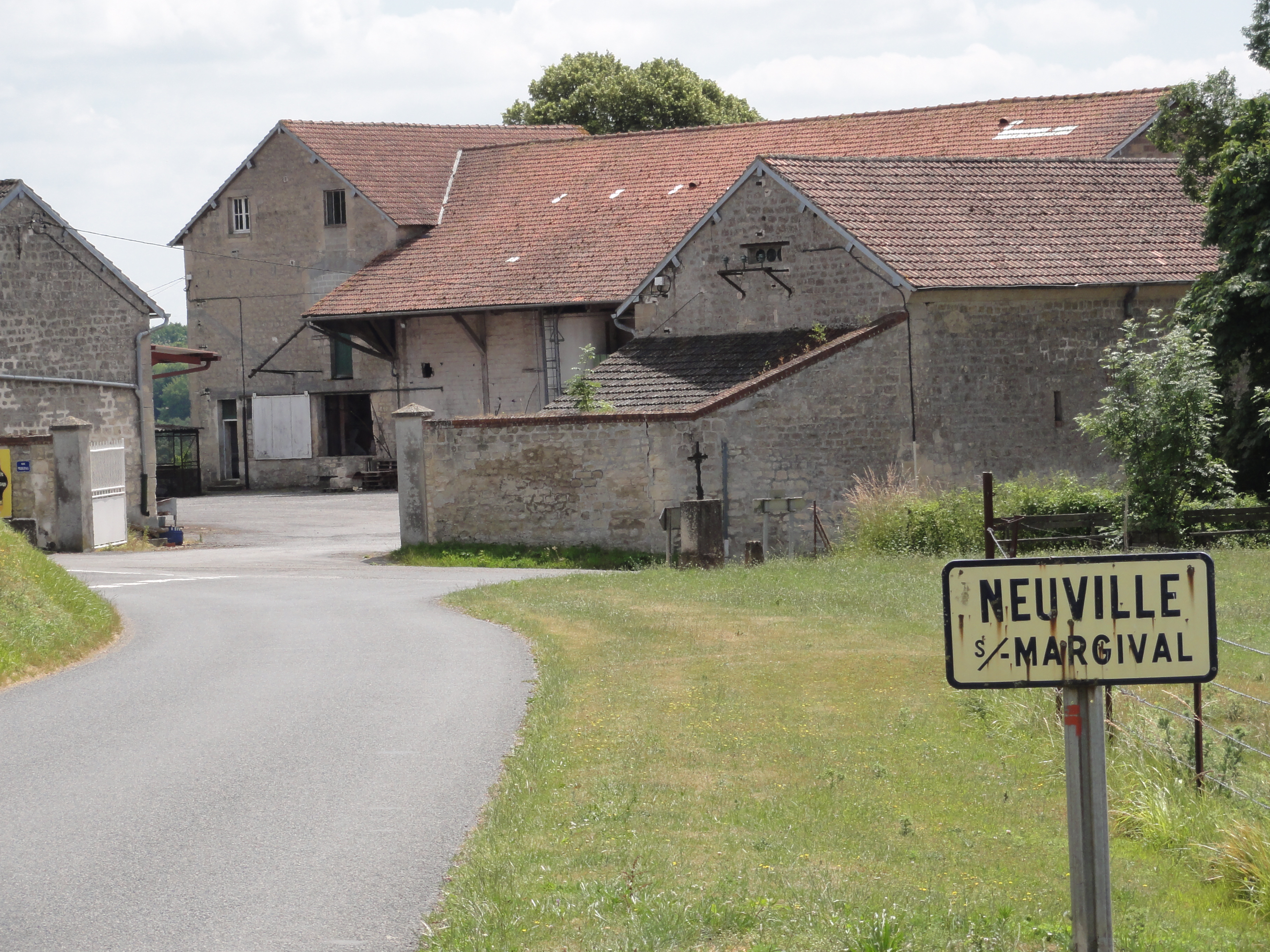
Entrée de Neuville-sur-Margival.

Village situé au nord-est de Soissons, en bordure du plateau rive droite du vallon de la Jocienne, affluent de l'Aisne.
La commune est desservie par la gare de Margival, où circulent par des trains TER Hauts-de-France, omnibus, qui effectuent des missions entre les gares de Crépy-en-Valois et de Laon, sur la ligne de La Plaine à Hirson et Anor (frontière).

### Hydrographie
La commune est située dans le bassin Seine-Normandie. Elle est drainée par la Jocienne, le cours d'eau 01 des Gostins et un autre petit cours d'eau,.
La Jocienne, d'une longueur de 11 km, prend sa source dans la commune de Laffaux et se jette  dans l'Aisne dans la commune de Soissons, face à Villeneuve-Saint-Germain, après avoir traversé huit communes.

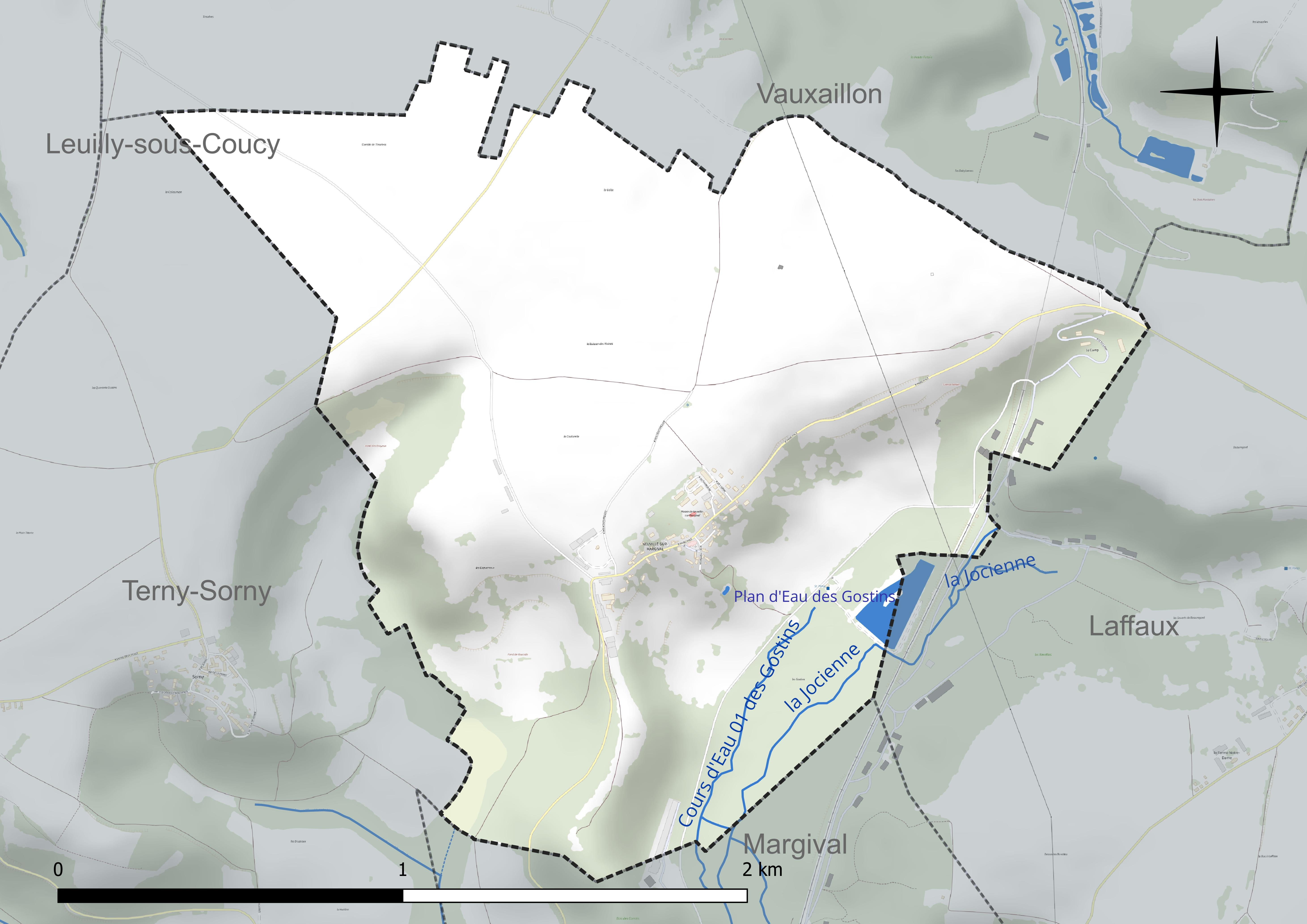
Réseau hydrographique de Neuville-sur-Margival.

Un plan d'eau complète le réseau hydrographique : le plan d'eau des Gostins, d'une superficie totale de 2,4 ha (1,1 ha sur la commune),.

### Climat
Pour des articles plus généraux, voir Climat des Hauts-de-France et Climat de l'Aisne.
En 2010, le climat de la commune est de type climat océanique dégradé des plaines du Centre et du Nord, selon une étude du CNRS s'appuyant sur une série de données couvrant la période 1971-2000. En 2020, Météo-France publie une typologie des climats de la France métropolitaine dans laquelle la commune est exposée à un climat océanique altéré et est dans la région climatique Nord-est du bassin Parisien, caractérisée par un ensoleillement médiocre, une pluviométrie moyenne régulièrement répartie au cours de l'année et un hiver froid (3 °C).
Pour la période 1971-2000, la température annuelle moyenne est de 10,3 °C, avec une amplitude thermique annuelle de 14,8 °C. Le cumul annuel moyen de précipitations est de 738 mm, avec 12 jours de précipitations en janvier et 8,6 jours en juillet. Pour la période 1991-2020, la température moyenne annuelle observée sur la station météorologique la plus proche, située sur la commune de Braine à 16 km à vol d'oiseau, est de 11,3 °C et le cumul annuel moyen de précipitations est de 662,7 mm,. Pour l'avenir, les paramètres climatiques de la commune estimés pour 2050 selon différents scénarios d'émission de gaz à effet de serre sont consultables sur un site dédié publié par Météo-France en novembre 2022.

## Urbanisme

### Typologie
Au 1er janvier 2024, Neuville-sur-Margival est catégorisée commune rurale à habitat dispersé, selon la nouvelle grille communale de densité à 7 niveaux définie par l'Insee en 2022.
Elle est située hors unité urbaine. Par ailleurs la commune fait partie de l'aire d'attraction de Soissons, dont elle est une commune de la couronne,. Cette aire, qui regroupe 92 communes, est catégorisée dans les aires de 50 000 à moins de 200 000 habitants,.

### Occupation des sols
L'occupation des sols de la commune, telle qu'elle ressort de la base de données européenne d'occupation biophysique des sols Corine Land Cover (CLC), est marquée par l'importance des territoires agricoles (73,2 % en 2018), une proportion identique à celle de 1990 (73,2 %). La répartition détaillée en 2018 est la suivante : 
terres arables (53,3 %), forêts (26,8 %), prairies (19,9 %).
L'évolution de l'occupation des sols de la commune et de ses infrastructures peut être observée sur les différentes représentations cartographiques du territoire : la carte de Cassini (XVIIIe siècle), la carte d'état-major (1820-1866) et les cartes ou photos aériennes de l'IGN pour la période actuelle (1950 à aujourd'hui).

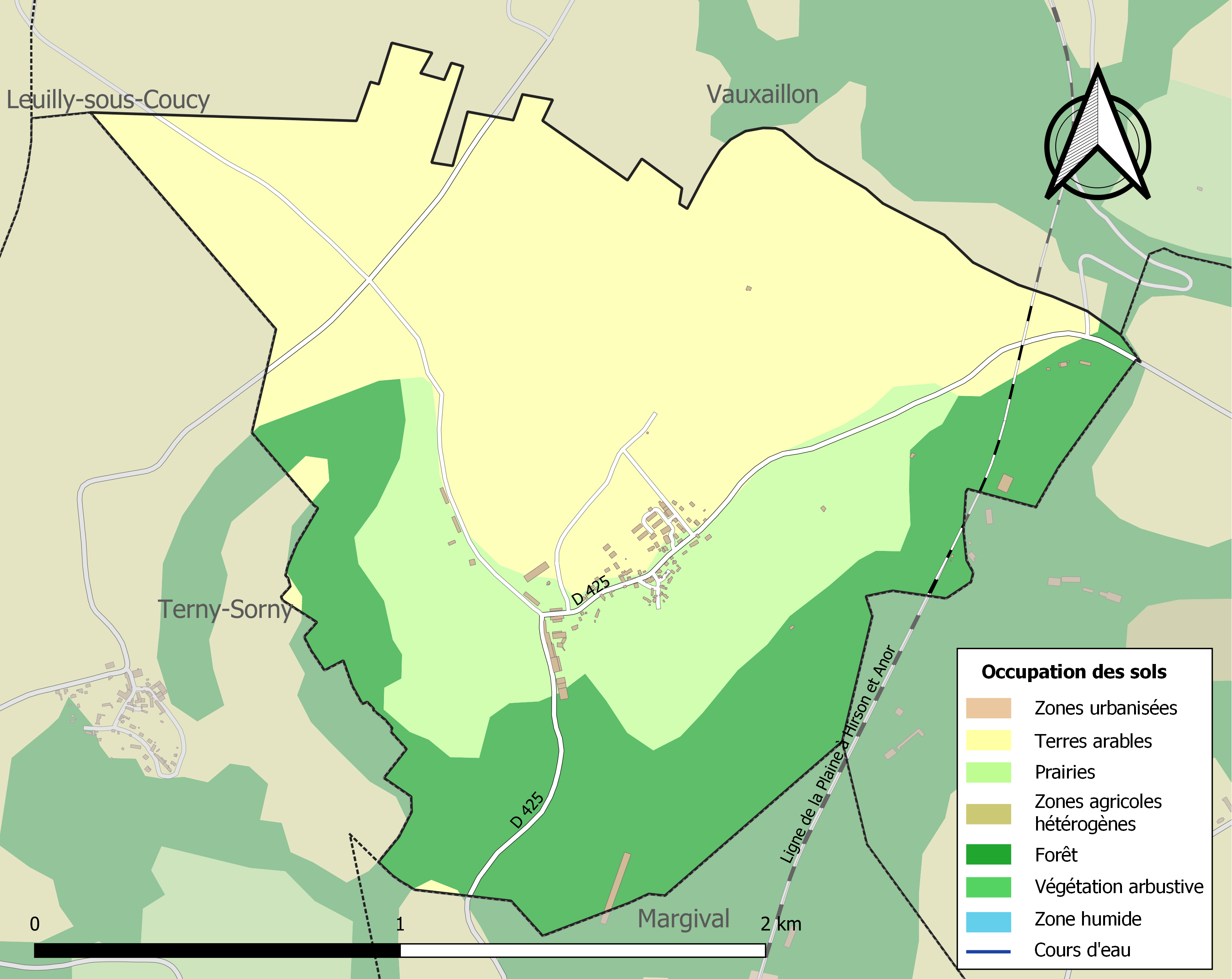
Carte de l'occupation des sols de la commune en 2018 (CLC).

## Toponymie
Le village  est cité pour la première fois sous l'appellation  latine de Novilla-de-super-Margival en 1289. L'orthographe du nom variera encore Nueville, Novavilla-super-Margival, Novavilla-super-Margivallen, Neufville-sur-Margival en 1617 pour s'arrêter à l'orthographe actuelle Neuville-sur-Margival au XVIIIe siècle sur la carte de Cassini.

Neuville : de l'adjectif de l'oïl neuve et ville « village ».
Neuville est au nord de Margival.

## Histoire

### Carte de Cassini

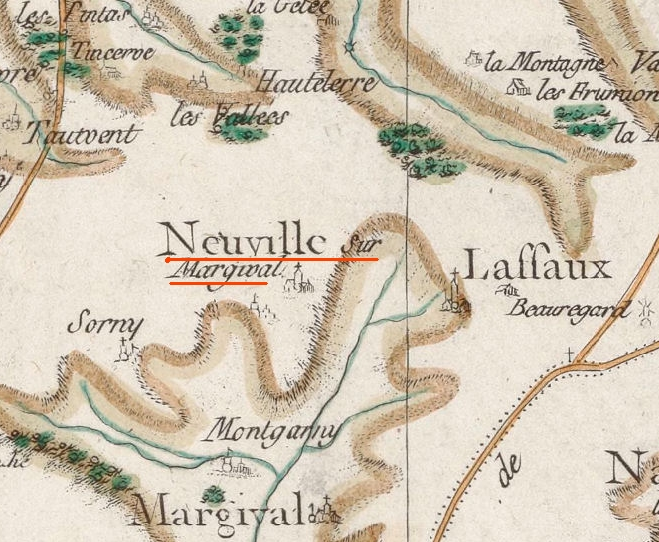
Carte de Cassini du secteur vers 1750.

La carte de Cassini montre qu'au XVIIIe siècle, Neuville-sur-Margival  est une paroisse située à l"écart des chemins de communication.
Au sud, est représentée une chapelle aujourd'hui disparue.

### Première Guerre mondiale
Le village est occupé par l'armée allemande dès le 31 août 1914, qui utilise la zone comme base arrière, notamment au moment de la bataille de Crouy en janvier 1915. Après le retrait allemand sur la ligne Hindenburg, les Français reprennent possession de Neuville le 27 mars 1917 et les ruines du village se trouvent pendant plusieurs mois à proximité du front et des combats de Vauxaillon ou du Moulin de Laffaux, servant de base de départ à ceux-ci. Neuville, réoccupée le 27 mai 1918, est définitivement libérée le 5 septembre 1918.

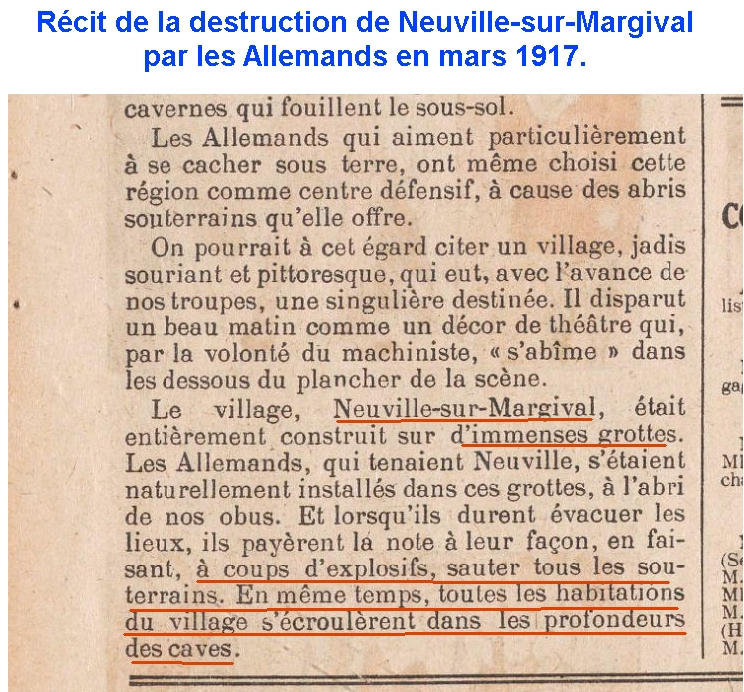
.Récit de la destruction de Neuville-sur-Margival en mars 1917.
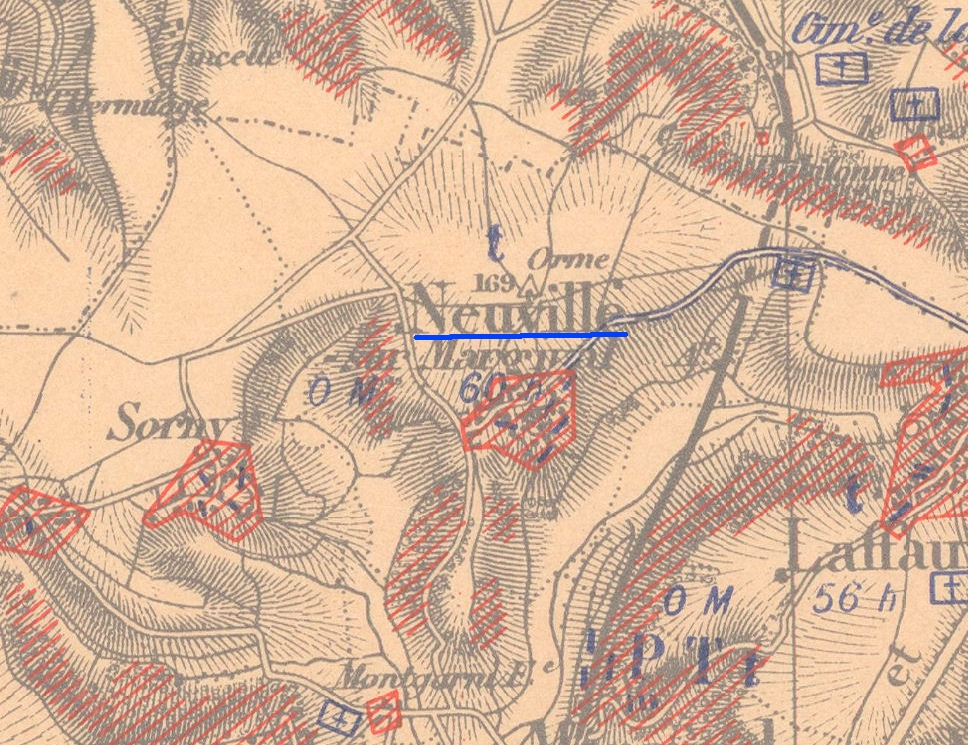
Carte du village dévasté en 1918.

Le village était construit sur en réseau de creutes, cavernes creusées au fil des temps pour se protéger des invasions, pour en extraire le pierre.

Avant d'abandonner le village en mars 1917, les Allemands ont dynamité ces creutes ce qui a entraîné la destruction de toutes les habitations.

La carte des régions dévastées montre que Neuville-sur-Margival a été complètement détruit. Des bois qui poussaient au sud, rien ne subsiste après la guerre.

Le village qui comptait 135 habitants en 1911 a perdu plus de la moitié de sa population en 1921.
Le village est considéré comme détruit à la fin de la guerre et a  été décoré de la Croix de guerre 1914-1918, le 26 octobre 1920.

### Seconde Guerre mondiale
En 1942, 22 000 hommes, prisonniers de guerre ou de droit commun, requis du service du travail obligatoire (STO), construisent à Margival, Laffaux et Neuville-sur-Margival  le Wolfsschlucht II (ou W2), ou « ravin du loup », l'un des vingt quartiers généraux du Führer (Führerhauptquartiere ou FHQ), qu'Adolf Hitler a fait construire à travers l'Allemagne et l'Europe occupée. Ce quartier général, décidé dès 1940, était destiné à servir lors de  l'invasion programmée de la Grande-Bretagne,. Sa localisation bénéficiait du voisinage de la  voie ferrée Soissons-Laon, à proximité immédiate d'un tunnel de 600 mètres (afin de pouvoir éventuellement abriter le Führersonderzug).
Dès mars 1944, le terrain devient une zone militaire allemande sous haute protection et les habitants de Margival et de Neuville-sur-Margival sont évacués suivis de la population des villages environnants  le mois suivant. Les 16 et 17 juin 1944, Hitler, accompagné de Jodl et de son état-major, se rend pour la première fois au Wolfsschlucht II dans le but de faire un point avec les maréchaux Von Rundstedt et Rommel sur l'évolution du front de Normandie.
Ce camp a été utilisé, après-guerre, par des installations de l'OTAN, l'Otan, puis est devenu un centre d'entraînement commando de l'armée française. Désaffecté, le camp de 110 ha a été vendu aux communes concernées, et Aisne Club 44 — ainsi qu'une autre association — participe aux travaux de défrichage, de sécurisation et de mise en valeur de l'ancien camp.

### L'église au fil du temps

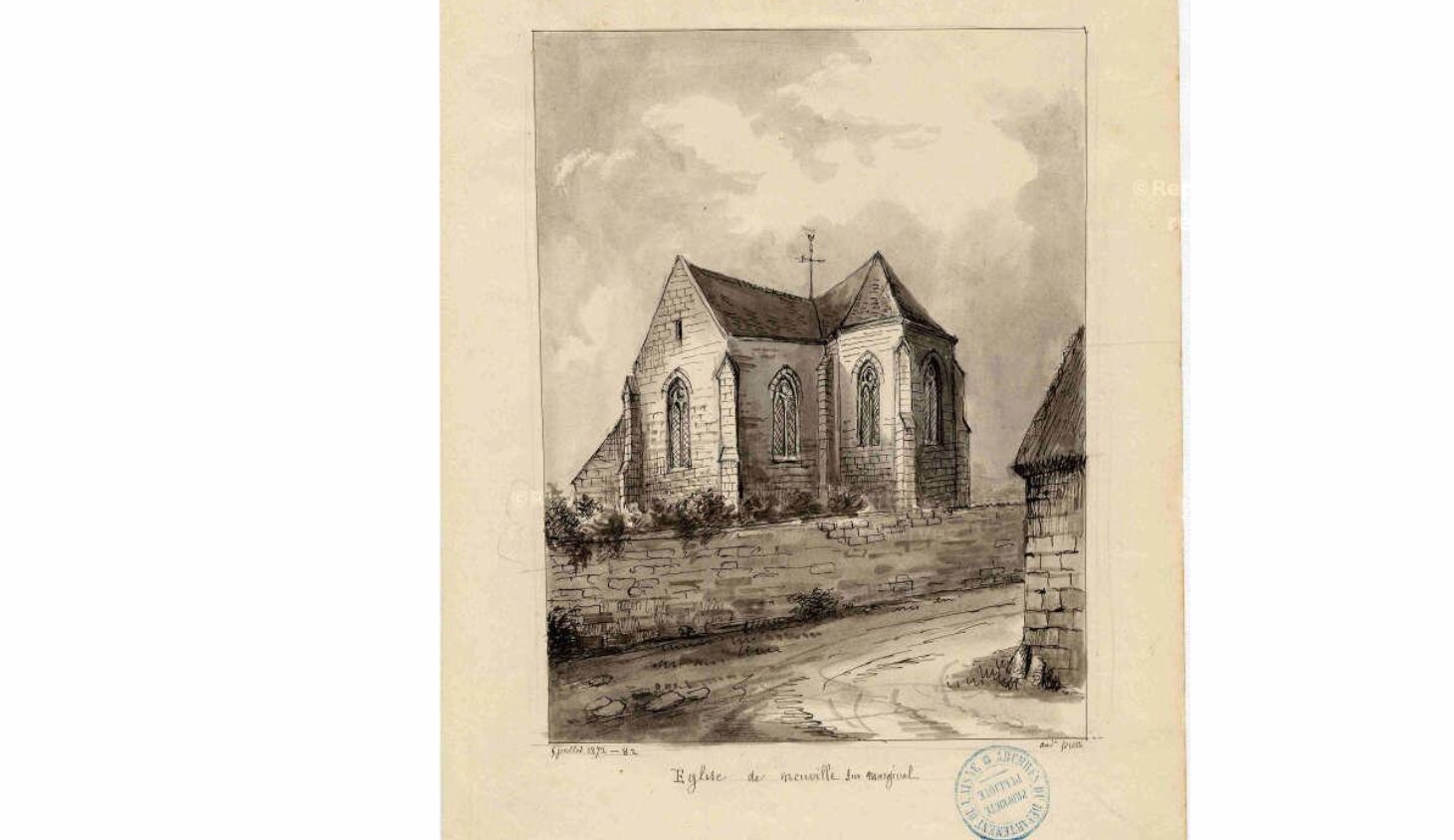
Dessin de l'ancienne église en 1872 par Amédée Piette.
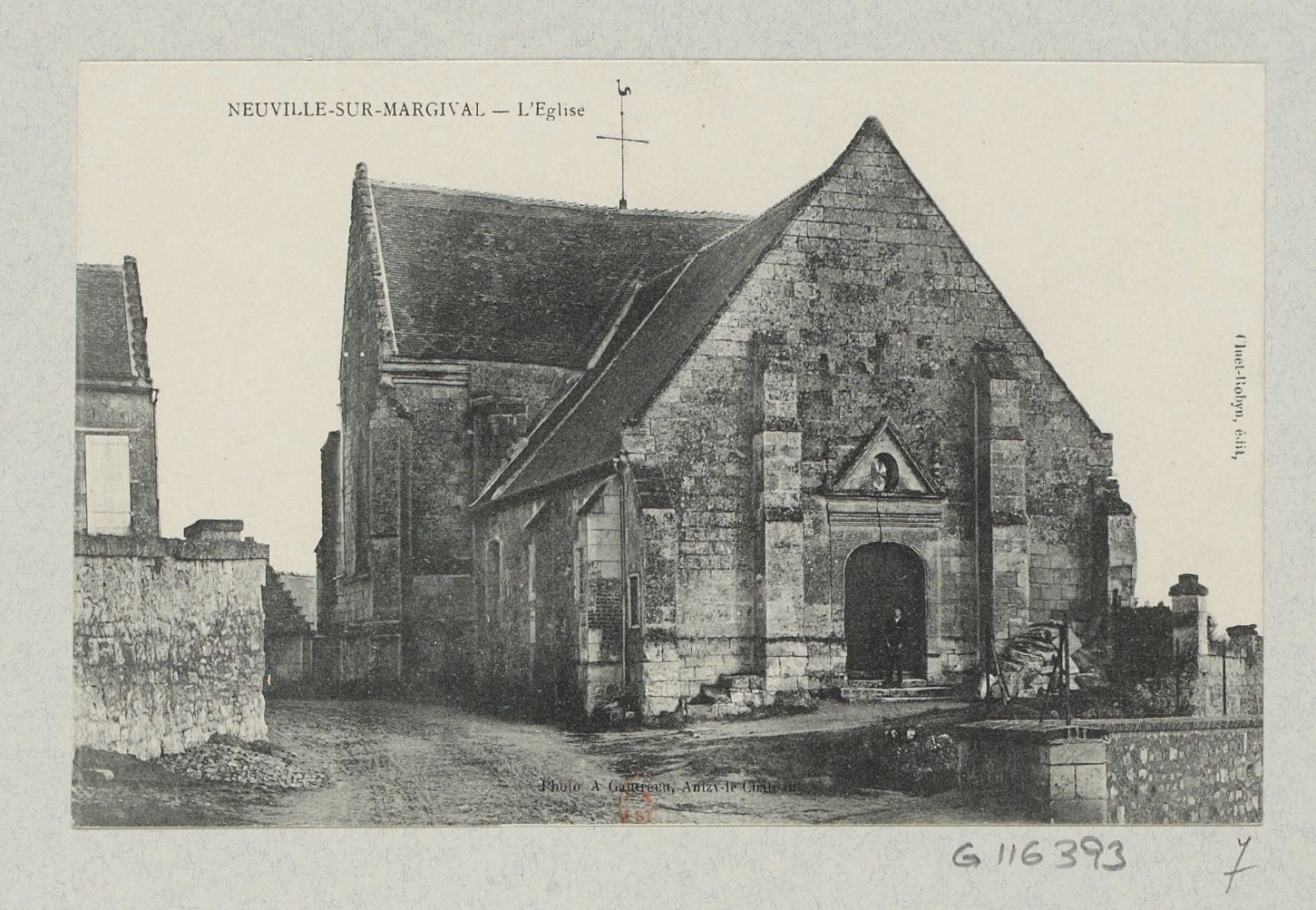
Carte postale de l'ancienne église avant la guerre 14 (cliché A Gauttereau).
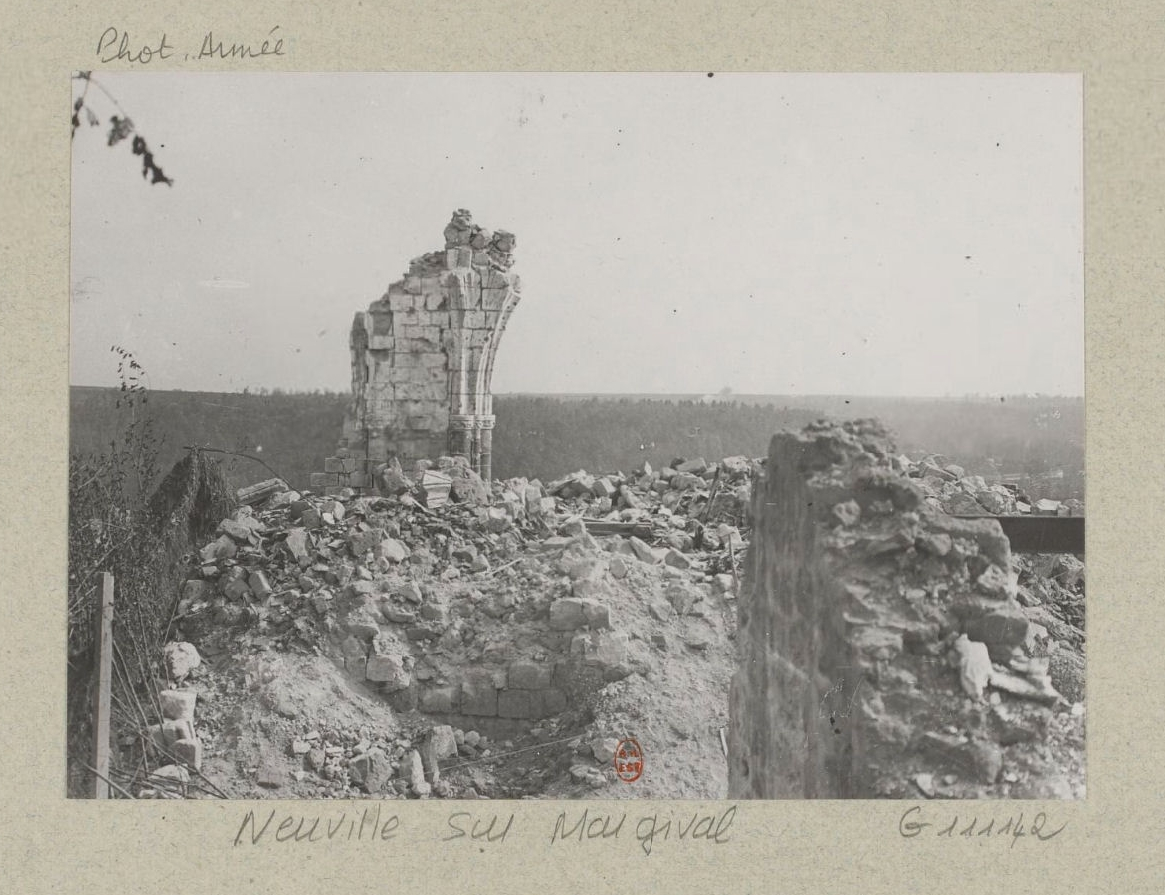
Ruines de l'église en 1918 (photo de l'armée)
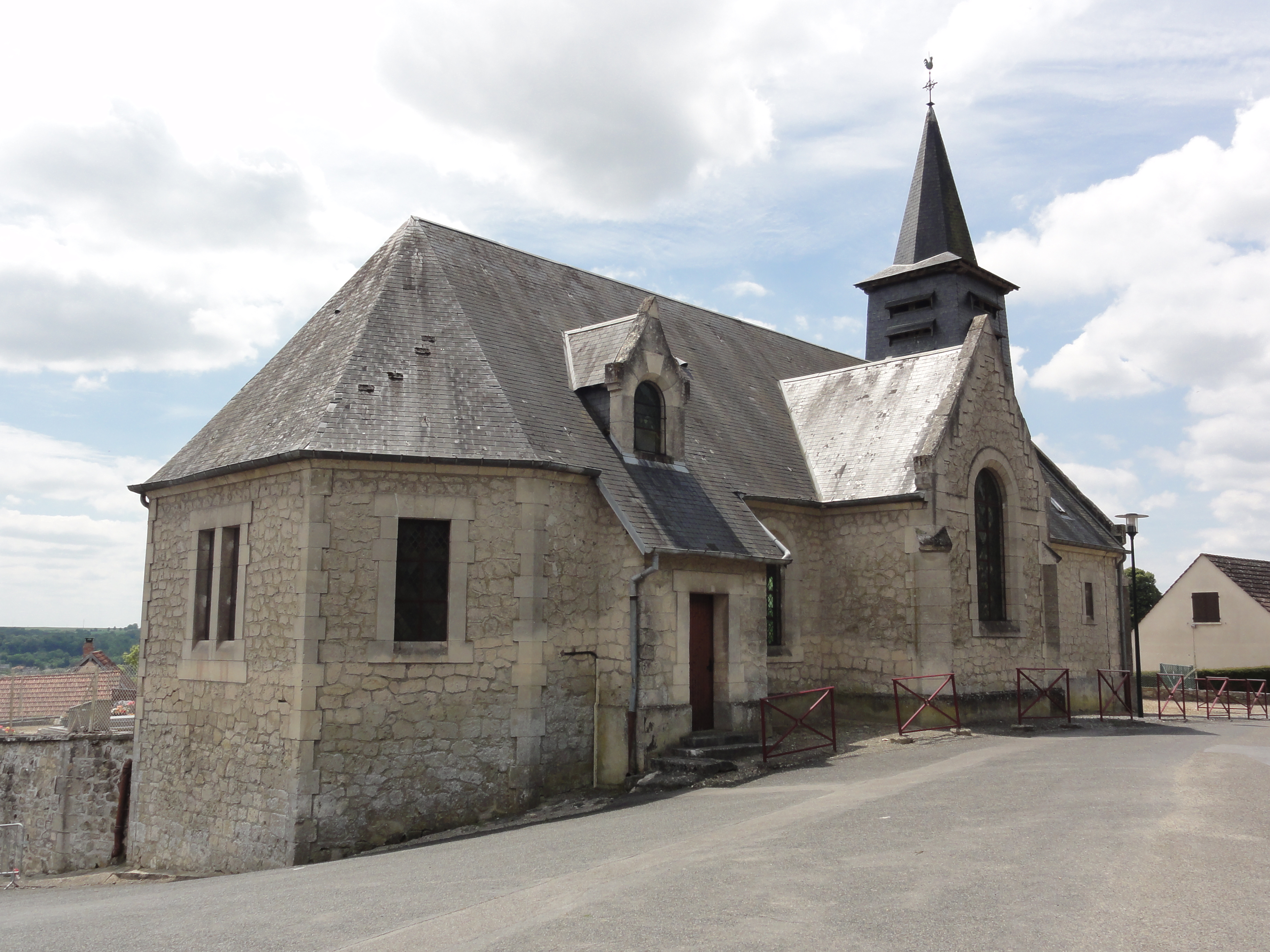
L'église actuelle.

## Politique et administration

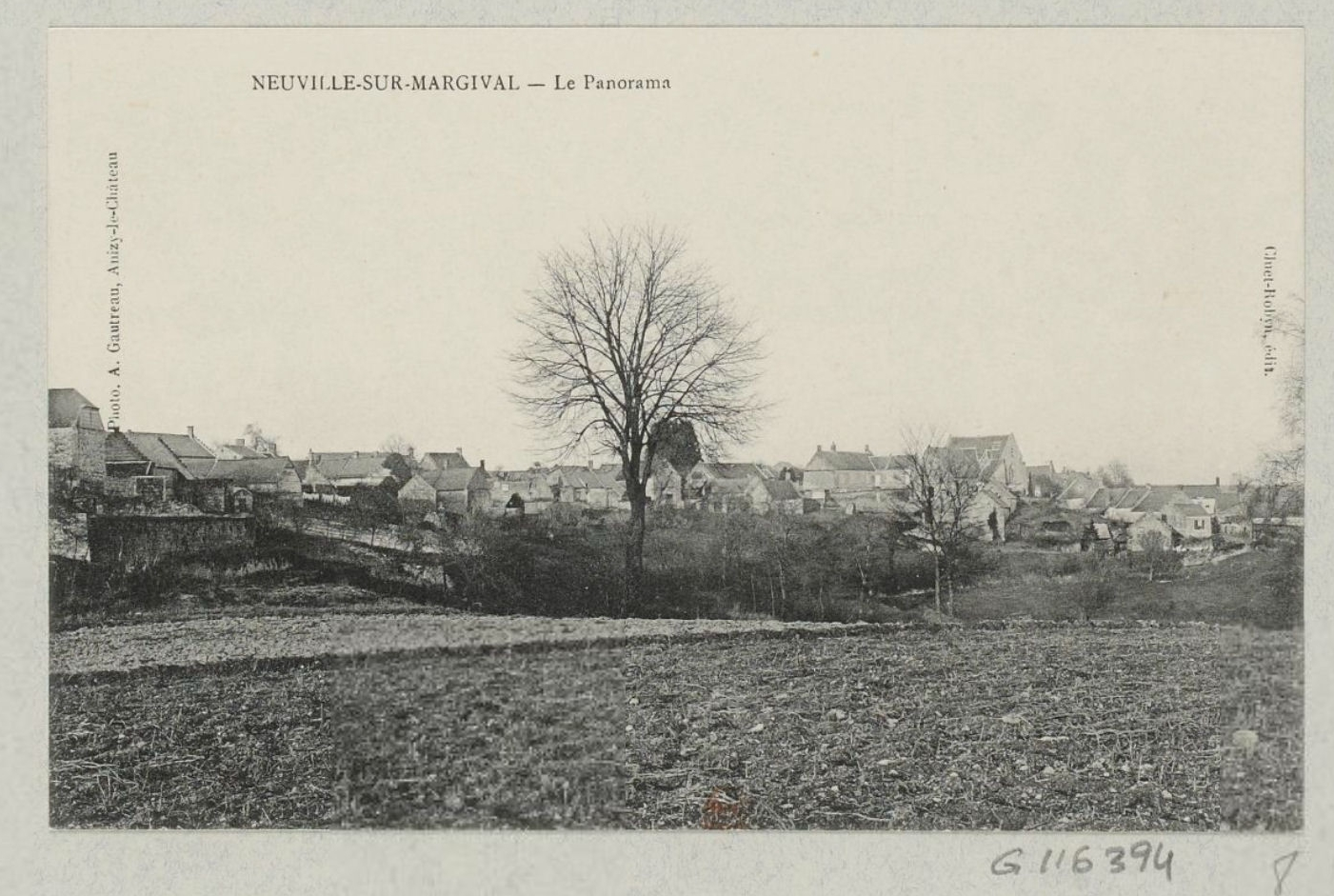
Panorama du village avant la guerre.

### Rattachements administratifs et électoraux
La commune se trouve dans l'arrondissement de Soissons du département de l'Aisne. Pour l'élection des députés, elle fait partie depuis 1988 de la cinquième circonscription de l'Aisne.
Elle faisait partie depuis 1801 du canton de Vailly-sur-Aisne. Dans le cadre du redécoupage cantonal de 2014 en France, la commune est désormais rattachée au canton de Fère-en-Tardenois.

### Intercommunalité
La commune est membre de la communauté de communes du Val de l'Aisne (CCVA), créée fin 1994.

### Politique locale
À la suite de la démission du maire André Caer en janvier 2018, ainsi que de la démission de deux autres conseillers municipaux, des élections municipales partielles sont organisées le 18 mars 2018, qui aboutissent  le 24 mars 2018 à l'élection d'un nouveau maire, Laurent Leclercq, et de deux maires-adjoints.

### Liste des maires
| Période                                  | Période                       | Identité         | Étiquette | Qualité                        |
| ---------------------------------------- | ----------------------------- | ---------------- | --------- | ------------------------------ |
| Les données manquantes sont à compléter. |                               |                  |           |                                |
| mars 2001                                | janvier 2018                  | André Caer       |           | Retraité Démissionnaire        |
| mars 2018                                | En cours (au 13 juillet 2020) | Laurent Leclercq |           | Réélu pour le mandat 2020-2026 |

## Démographie
L'évolution du nombre d'habitants est connue à travers les recensements de la population effectués dans la commune depuis 1793. Pour les communes de moins de 10 000 habitants, une enquête de recensement portant sur toute la population est réalisée tous les cinq ans, les populations de référence des années intermédiaires étant quant à elles estimées par interpolation ou extrapolation. Pour la commune, le premier recensement exhaustif entrant dans le cadre du nouveau dispositif a été réalisé en 2007.

En 2022, la commune comptait 114 habitants, en évolution de −5 % par rapport à 2016 (Aisne : −1,97 %, France hors Mayotte : +2,11 %).
| 1793 | 1800 | 1806 | 1821 | 1831 | 1836 | 1841 | 1846 | 1851 |
| ---- | ---- | ---- | ---- | ---- | ---- | ---- | ---- | ---- |
| 159  | 180  | 182  | 164  | 189  | 192  | 187  | 170  | 168  |

| 1856 | 1861 | 1866 | 1872 | 1876 | 1881 | 1886 | 1891 | 1896 |
| ---- | ---- | ---- | ---- | ---- | ---- | ---- | ---- | ---- |
| 156  | 170  | 174  | 159  | 141  | 165  | 160  | 148  | 139  |

| 1901 | 1906 | 1911 | 1921 | 1926 | 1931 | 1936 | 1946 | 1954 |
| ---- | ---- | ---- | ---- | ---- | ---- | ---- | ---- | ---- |
| 146  | 137  | 135  | 64   | 108  | 97   | 99   | 103  | 135  |

| 1962 | 1968 | 1975 | 1982 | 1990 | 1999 | 2006 | 2007 | 2012 |
| ---- | ---- | ---- | ---- | ---- | ---- | ---- | ---- | ---- |
| 77   | 90   | 83   | 77   | 58   | 91   | 108  | 110  | 127  |

| 2017 | 2022 | - | - | - | - | - | - | - |
| ---- | ---- | - | - | - | - | - | - | - |
| 117  | 114  | - | - | - | - | - | - | - |

## Culture locale et patrimoine

### Lieux et monuments
- Église Saint-Laurent.
- L'ancienne mairie-école.
- Une plaque monument aux morts sur l'ancienne mairie, une plaque monument aux morts sur la nouvelle mairie.
- Un calvaire mémorial des fins de guerres, commémorant la libération de 1918 et celle de 1944.
- Une partie du Wolfsschlucht II, vaste complexe de bunkers allemands de la Seconde Guerre mondiale et l'un des quartiers-généraux de Hitler se trouve sur la commune.

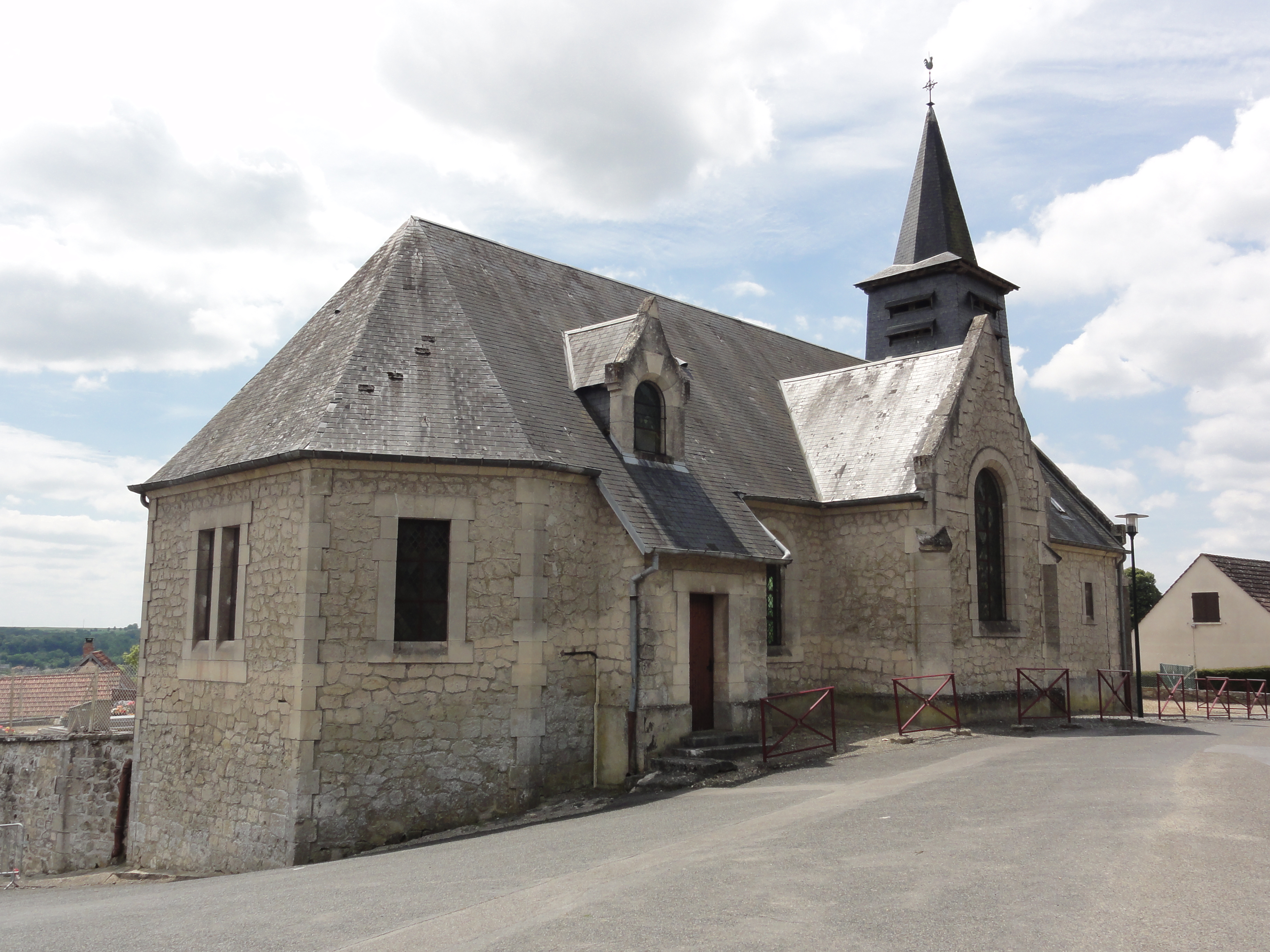
Église Saint-Laurent.
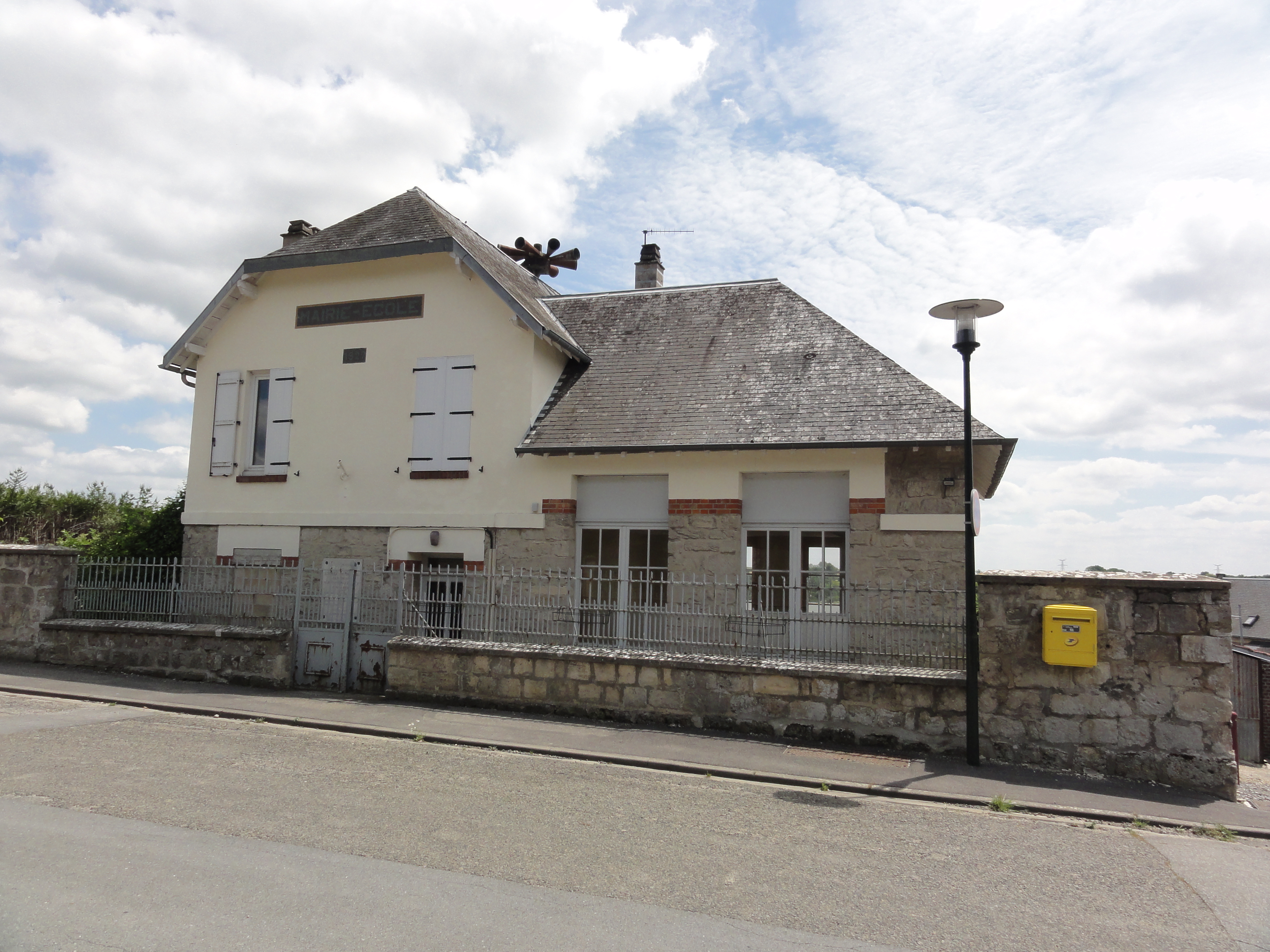
Ancienne mairie-école.
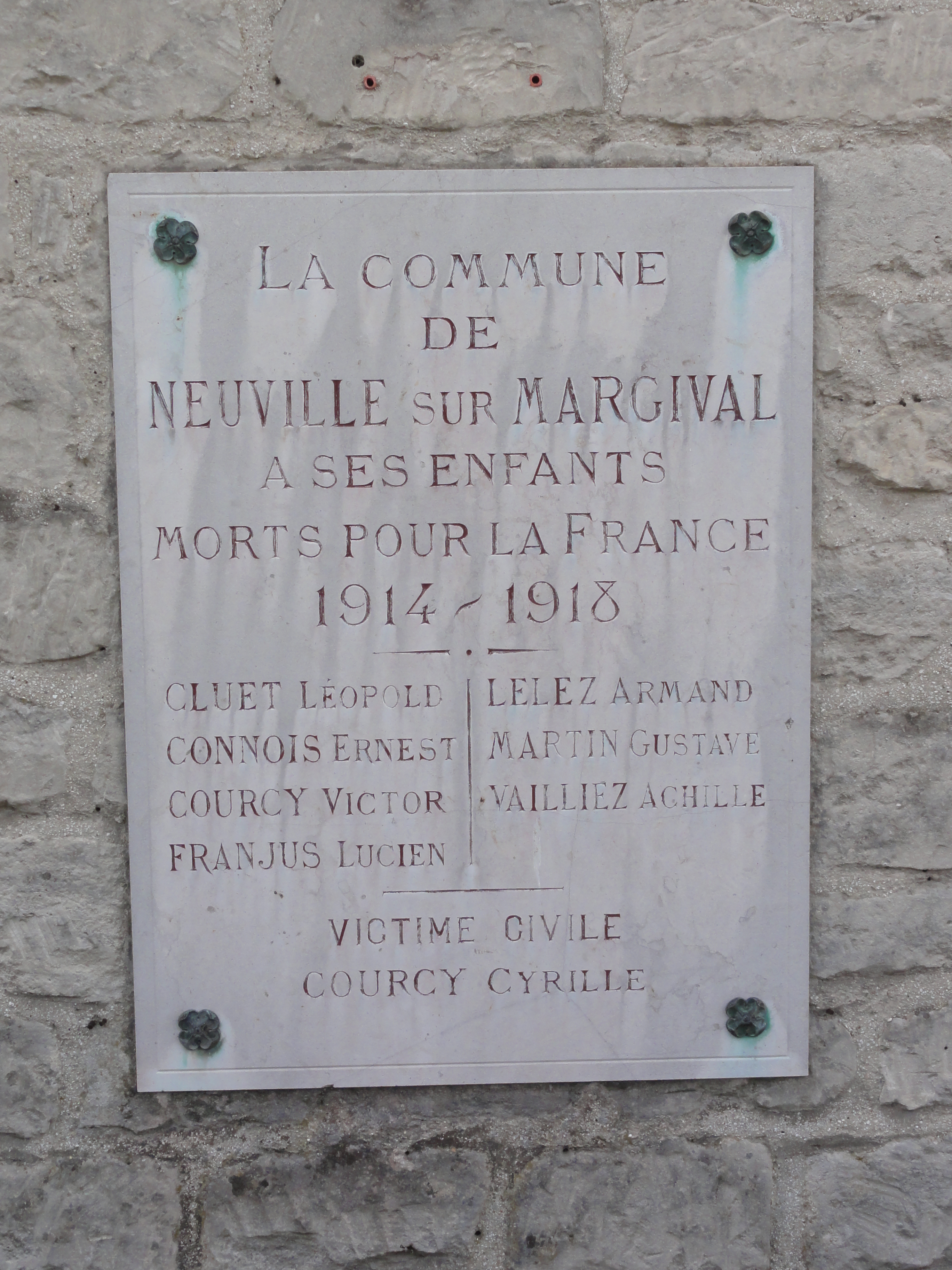
Plaque sur l'ancienne mairie.
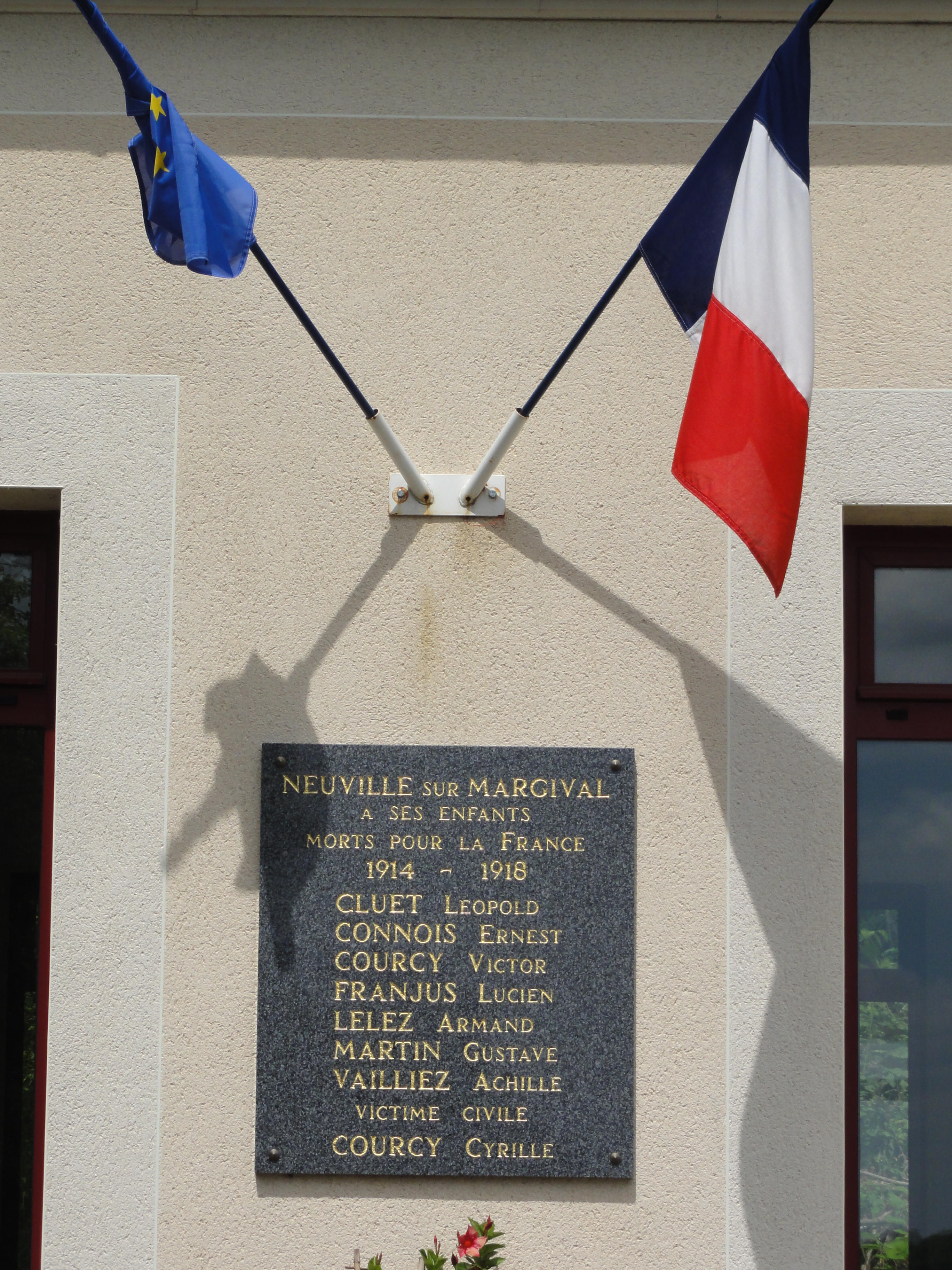
Plaque sur la nouvelle mairie.
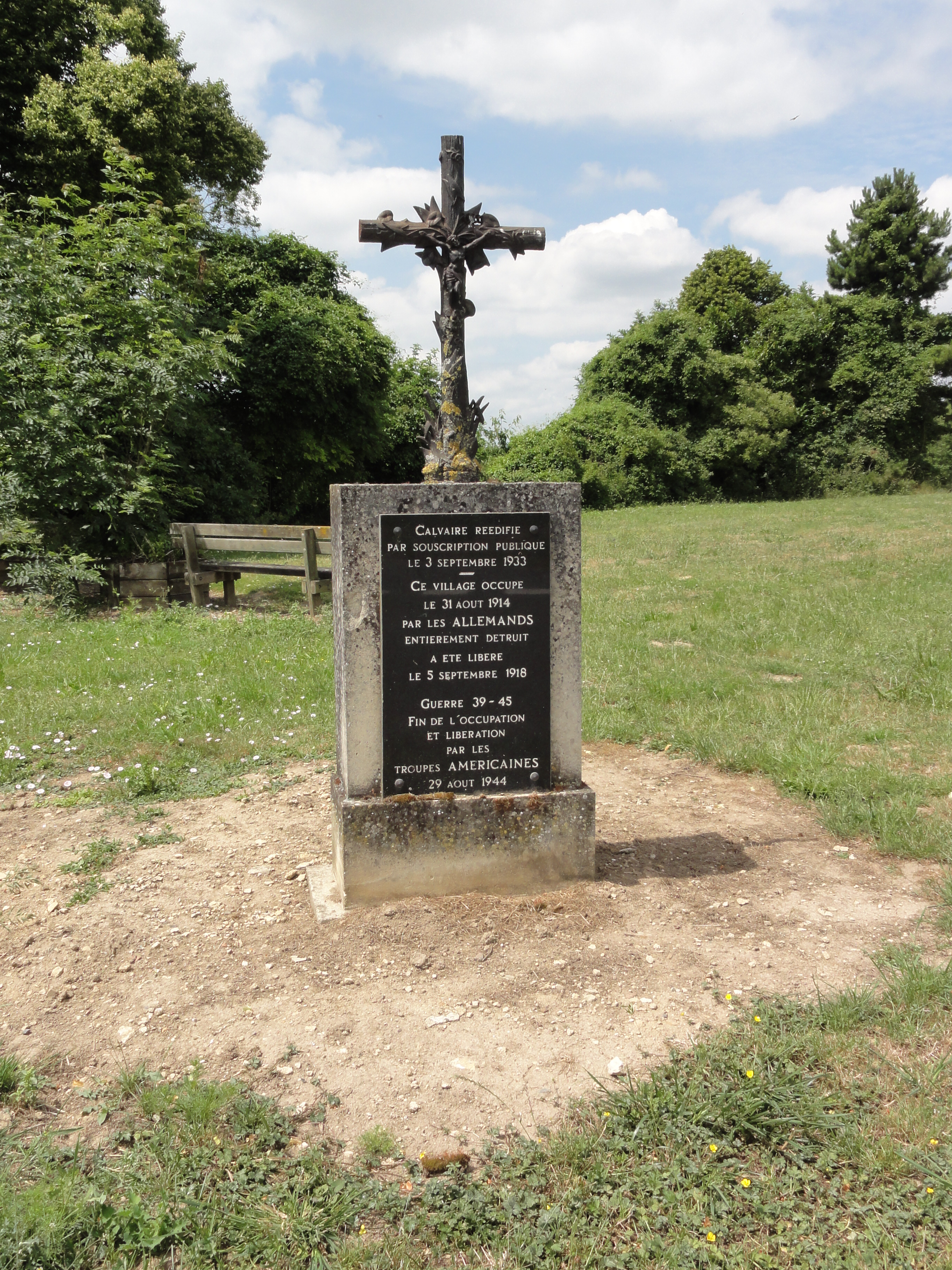
Calvaire mémorial des fins de guerres.